# Мікроструктура

Структура мікроалмазів, d=0,5 мм.

Мікроструктура (рос. микроструктура, англ. microstructure, нім. Mikrostruktur f) – внутрішня будова твердих тіл (металів, гірських порід та ін.), яку спостерігають за великих збільшень за допомогою оптичного або електронного мікроскопа. Основними елементами структури є зерна, субзерна, двійники, фази, границі, лінії та смуги ковзання. 